# Amalia Zefirina di Salm-Kyrburg
Amalia Zefirina di Salm-Kyrburg (Parigi, 6 marzo 1760 – Sigmaringen, 17 ottobre 1841) fu una discendente del Casato di Salm, del ramo di Salm-Kyrburg, per nascita e divenne principessa di Hohenzollern-Sigmaringen per matrimonio.

## Biografia

### Infanzia

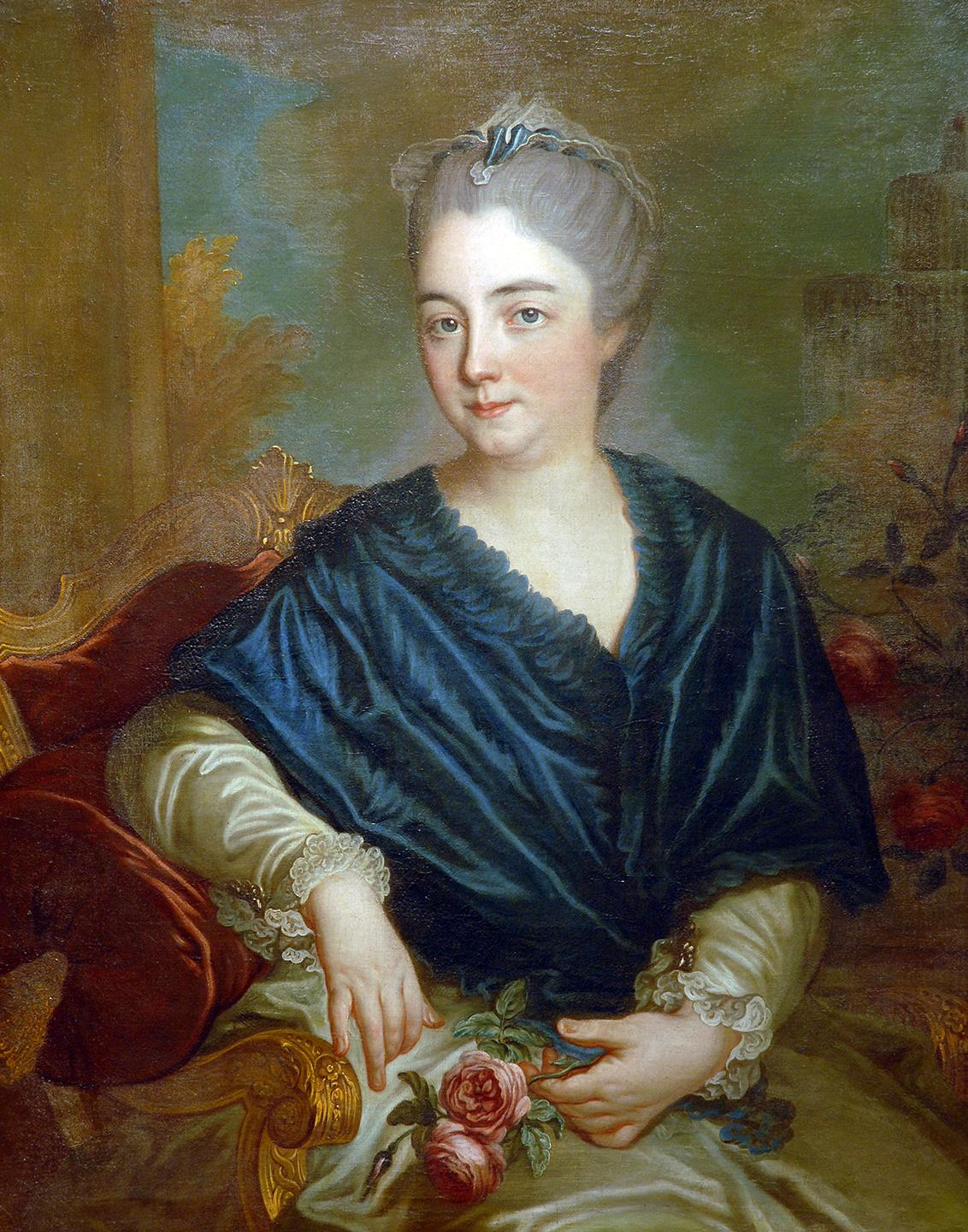
La Principessina di Salm-Kyrburg ritratta in giovane età

Amalia Zefirina era l'ottava figlia del principe Filippo Giuseppe di Salm-Kyrburg (primo principe di Salm-Kyrburg) e Maria Theresia di Hornes, figlia maggiore ed erede di Massimiliano, Principe di Hornes.

### Matrimonio

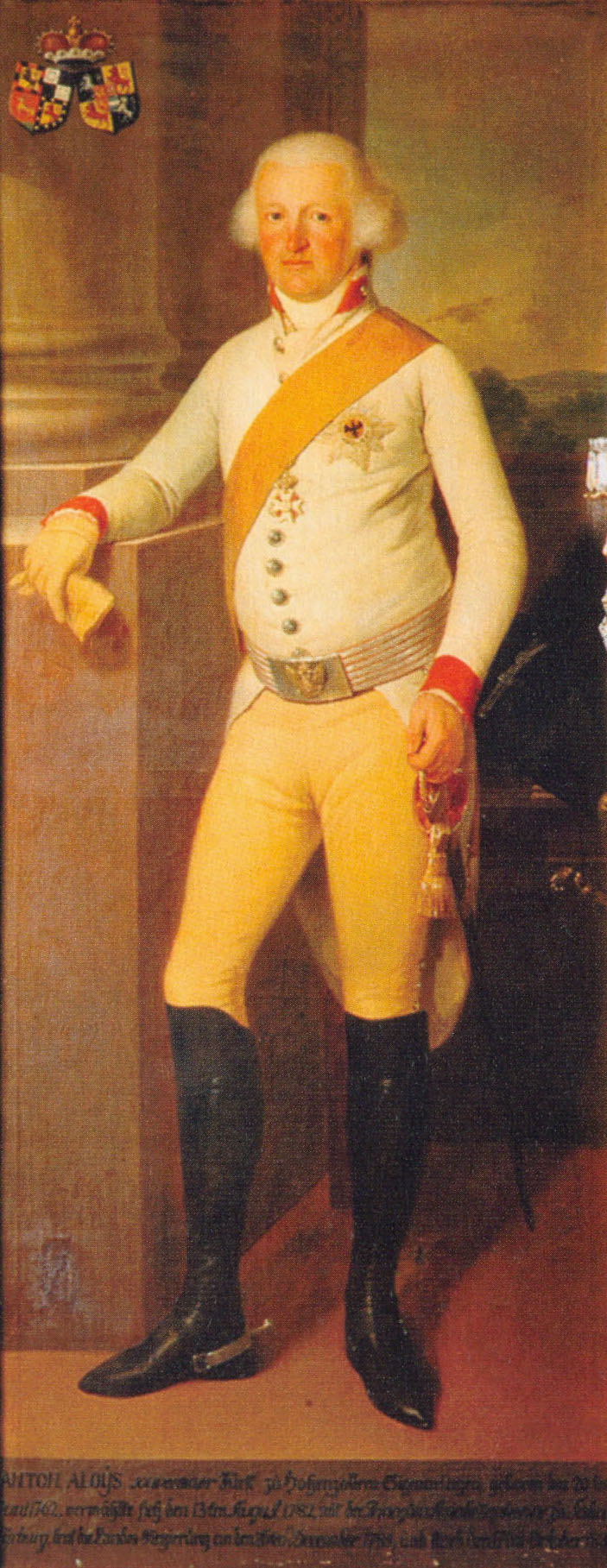
Antonio Luigi di Hohenzollern-Sigmaringen in un ritratto d'epoca

Nel 1782, su richiesta dei genitori, sposò l'erbprinz Antonio Luigi di Hohenzollern-Sigmaringen. La sua nuova città non fu di suo gusto, tuttavia, e tre settimane dopo la nascita del figlio Carlo fece ritorno nel 1785 nella sua città natale di Parigi. Lì suo fratello, che sarebbe diventato il principe Federico III, era impegnato nella costruzione dell'Hôtel de Salm come residenza parigina della famiglia dei Salm-Kyrburg e un luogo di ritrovo per molti membri dell'alta nobiltà. 

### Rivoluzione francese

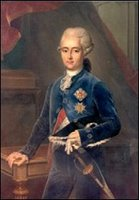
Federico III di Salm-Kyrburg, fratello di Amalia Zefirina, venne giustiziato durante la Rivoluzione francese

Durante la Rivoluzione francese, suo fratello Federico III ed il suo amante Alexandre de Beauharnais furono ghigliottinati, ma Amalia Zefirina seppe come sopravvivere alla rivoluzione. Nel 1797, comprò il cimitero in cui suo fratello ed il suo amante erano stati sepolti in una tomba di massa. Nonostante tutto, la Principessa mantenne buoni rapporti con un certo numero di figure influenti della Rivoluzione, come Charles-Maurice de Talleyrand e Joséphine de Beauharnais, vedova del suo amante Alexandre ed in seguito moglie di Napoleone Bonaparte.

### Attività dinastiche

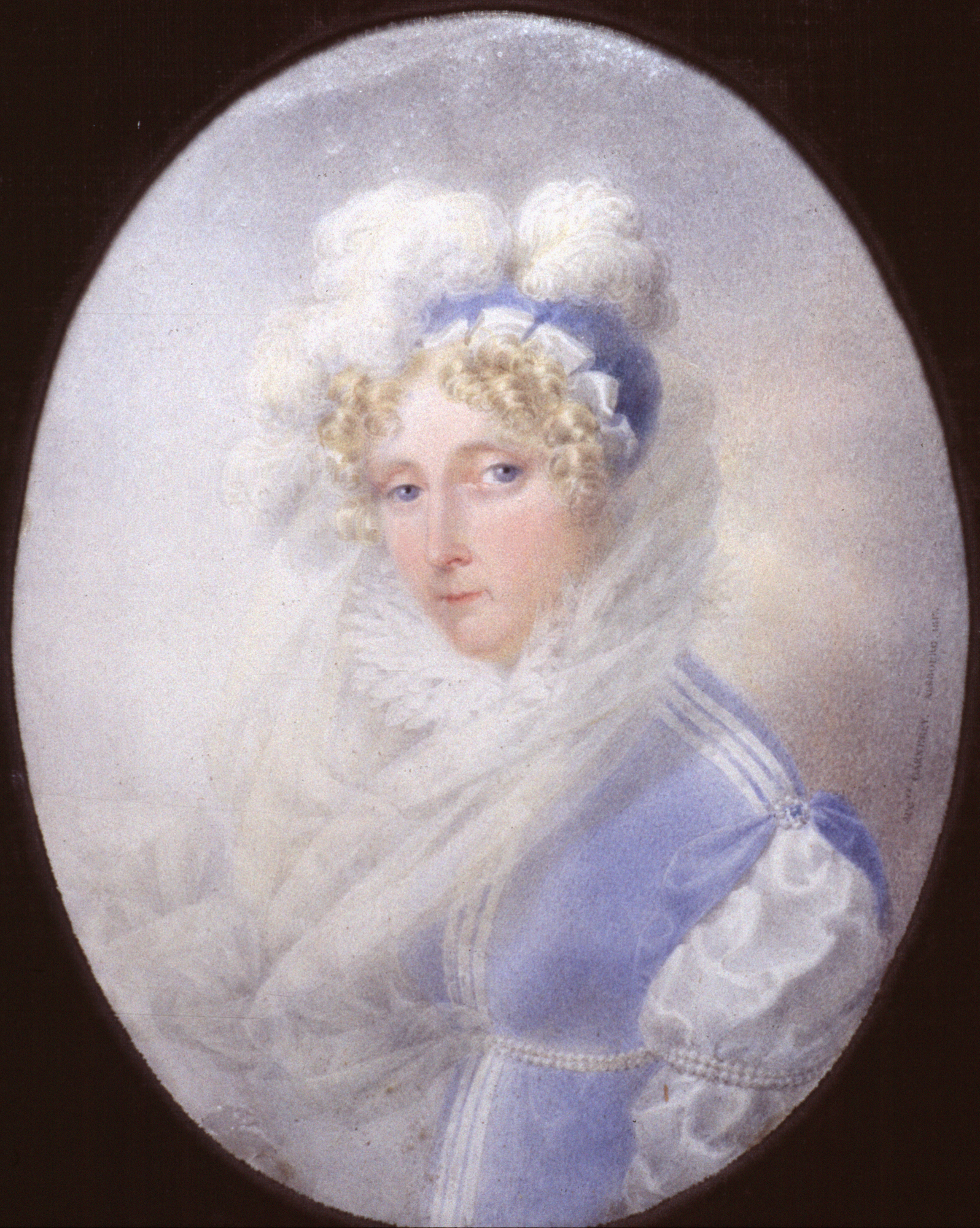
Un ritratto di Amalia Zefirina custodito nel Museo napoleonico del Castello Arenenberg

Qualche anno più tardi Amalia Zefirina utilizzò con successo i suoi contatti alla corte di Napoleone per mediare la mediatizzazione di Hohenzollern-Sigmaringen e Hohenzollern-Hechingen.  Divenne anche il tutore di suo nipote Federico IV di Salm-Kyrburg (1789-1859) durante la sua minore età, che era diventato il Principe di Salm-Kyrburg nel 1794 dopo la caduta di suo padre.

### Ultimi anni e morte

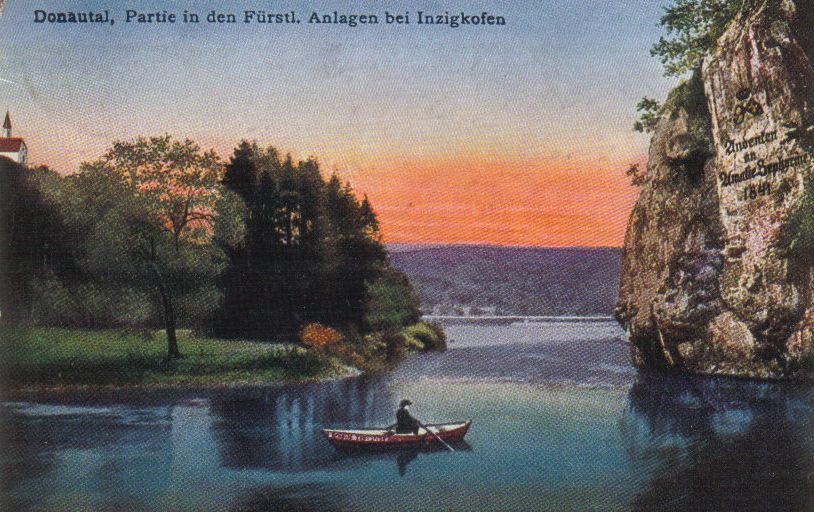
Amalienfels

Dopo venti anni trascorsi a Parigi la Principessa tornò nel 1822 nell'Hohenzollern-Sigmaringen, dove visse per prima in un allegato dell'ex convento di Inzigkofen e più tardi in un residence chiamato Prinzenbau, che suo marito aveva costruito per lei a Sigmaringen. Una parete rocciosa nel Donautal nel Hohenzollern-Sigmaringen è chiamata Amalienfelsen in suo onore.
Amalia Zefirina morì il 17 ottobre 1841 a Sigmaringen.

## Discendenza
Amalia Zefirina e Antonio Luigi di Hohenzollern-Sigmaringen ebbero:
- un figlio maschio (nato e morto nel 1783)
- Carlo (1785-1853), Principe di Hohenzollern-Sigmaringen, sposò in prime nozze nel 1808 la principessa Antoinette Murat (1793–1847) ed in seconde nozze nel 1848 la principessa Caterina di Hohenlohe-Waldenburg-Schillingsfürst (1817–1893)

## Ascendenza
|                                                 |                                      |                                               | Genitori                                                 |  |  | Nonni |  |  | Bisnonni                                         |  |  | Trisnonni                                      |  |
|                                                 |                                      |                                               |                                                          |  |  |       |  |  | Carlo Fiorentino, vilgravio e renegravio di Salm |  |  | Federico Magno, vilgravio e renegravio di Salm |  |
|                                                 |                                      |                                               |                                                          |  |  |       |  |  | Carlo Fiorentino, vilgravio e renegravio di Salm |  |  | Federico Magno, vilgravio e renegravio di Salm |  |
|                                                 |                                      | Marguerite Thésart des Essars                 |                                                          |  |  |       |  |  | Carlo Fiorentino, vilgravio e renegravio di Salm |  |  |                                                |  |
| Enrico Gabriele, vilgravio e renegravio di Salm |                                      |                                               |                                                          |  |  |       |  |  | Carlo Fiorentino, vilgravio e renegravio di Salm |  |  |                                                |  |
|                                                 |                                      | comtesse Marie Gabrielle de Lalaing           | Albert François, comte de Lalaing, comte de Hoogstraeten |  |  |       |  |  |                                                  |  |  |                                                |  |
|                                                 |                                      | comtesse Marie Gabrielle de Lalaing           | Albert François, comte de Lalaing, comte de Hoogstraeten |  |  |       |  |  |                                                  |  |  |                                                |  |
|                                                 |                                      | comtesse Marie Gabrielle de Lalaing           | princesse e duchesse Isabelle d'Arenberg                 |  |  |       |  |  |                                                  |  |  |                                                |  |
| Filippo Giuseppe, II principe di Salm-Kyrburg   |                                      | comtesse Marie Gabrielle de Lalaing           |                                                          |  |  |       |  |  |                                                  |  |  |                                                |  |
|                                                 |                                      | Philippe François de Croÿ, Marquis de Warneck | Eustache II de Croÿ, Comte de Roeulx, Baron de Beaurain  |  |  |       |  |  |                                                  |  |  |                                                |  |
|                                                 |                                      | Philippe François de Croÿ, Marquis de Warneck | Eustache II de Croÿ, Comte de Roeulx, Baron de Beaurain  |  |  |       |  |  |                                                  |  |  |                                                |  |
|                                                 |                                      | Philippe François de Croÿ, Marquis de Warneck | Theodora Gertrud Maria Kettler                           |  |  |       |  |  |                                                  |  |  |                                                |  |
| Marie Thérèse de Croÿ                           |                                      | Philippe François de Croÿ, Marquis de Warneck |                                                          |  |  |       |  |  |                                                  |  |  |                                                |  |
|                                                 |                                      | Claudine de La Pierre                         | Jacques-Ferdinand de La Pierre de Bousies, Baron du Fay  |  |  |       |  |  |                                                  |  |  |                                                |  |
|                                                 |                                      | Claudine de La Pierre                         | Jacques-Ferdinand de La Pierre de Bousies, Baron du Fay  |  |  |       |  |  |                                                  |  |  |                                                |  |
|                                                 |                                      | Claudine de La Pierre                         | Marie Thérèse Deschamps de Kesseler, Vrouwe van Lippelo  |  |  |       |  |  |                                                  |  |  |                                                |  |
| Principessa Amalia Zefirina di Salm-Kyrburg     |                                      | Claudine de La Pierre                         |                                                          |  |  |       |  |  |                                                  |  |  |                                                |  |
|                                                 | Filippo Emanuele, principe di Hornes | Eugenio Massimiliano, principe di Hornes      |                                                          |  |  |       |  |  |                                                  |  |  |                                                |  |
|                                                 | Filippo Emanuele, principe di Hornes | Eugenio Massimiliano, principe di Hornes      |                                                          |  |  |       |  |  |                                                  |  |  |                                                |  |
|                                                 | Filippo Emanuele, principe di Hornes | principessa Maria Giovanna de Croÿ            |                                                          |  |  |       |  |  |                                                  |  |  |                                                |  |
| Massimiliano Emanuele, principe di Hornes       | Filippo Emanuele, principe di Hornes |                                               |                                                          |  |  |       |  |  |                                                  |  |  |                                                |  |
|                                                 |                                      | principessa Maria Anna Antonietta di Ligne    | Enrico Luigi Ernesto, IV principe di Ligne               |  |  |       |  |  |                                                  |  |  |                                                |  |
|                                                 |                                      | principessa Maria Anna Antonietta di Ligne    | Enrico Luigi Ernesto, IV principe di Ligne               |  |  |       |  |  |                                                  |  |  |                                                |  |
|                                                 |                                      | principessa Maria Anna Antonietta di Ligne    | Doña Juana de Aragón y Benavides                         |  |  |       |  |  |                                                  |  |  |                                                |  |
| principessa Maria Teresa di Hornes              |                                      | principessa Maria Anna Antonietta di Ligne    |                                                          |  |  |       |  |  |                                                  |  |  |                                                |  |
|                                                 |                                      | Thomas Bruce, III conte di Elgin              | Robert Bruce, II conte di Elgin                          |  |  |       |  |  |                                                  |  |  |                                                |  |
|                                                 |                                      | Thomas Bruce, III conte di Elgin              | Robert Bruce, II conte di Elgin                          |  |  |       |  |  |                                                  |  |  |                                                |  |
|                                                 |                                      | Thomas Bruce, III conte di Elgin              | lady Diana Grey                                          |  |  |       |  |  |                                                  |  |  |                                                |  |
| lady Marie Thérèse Bruce                        |                                      | Thomas Bruce, III conte di Elgin              |                                                          |  |  |       |  |  |                                                  |  |  |                                                |  |
|                                                 |                                      | Charlotte d'Argenteau, contessa d'Esneux      | Louis Conrad d'Argenteau, conte d'Esneux                 |  |  |       |  |  |                                                  |  |  |                                                |  |
|                                                 |                                      | Charlotte d'Argenteau, contessa d'Esneux      | Louis Conrad d'Argenteau, conte d'Esneux                 |  |  |       |  |  |                                                  |  |  |                                                |  |
|                                                 |                                      | Charlotte d'Argenteau, contessa d'Esneux      | Ghisberte de Locquenghien                                |  |  |       |  |  |                                                  |  |  |                                                |  |
|                                                 |                                      | Charlotte d'Argenteau, contessa d'Esneux      |                                                          |  |  |       |  |  |                                                  |  |  |                                                |  |